# Daniel Miller
Daniel Otto Joachim Miller es un productor musical inglés, conocido inicialmente por su nombre artístico como músico, The Normal. Se le conoce más por ser el fundador del sello discográfico Mute Records, en el cual ha sido durante más de cuarenta años precursor de la música electrónica.

## Carrera
Daniel Miller fundó el sello Mute en 1978 con la intención de publicar su propia música, pero solo editó un sencillo en vinilo de 7 pulgadas llamado Warm Leatherette/T.V.O.D. en 1978, bajo su nombre artístico The Normal. Ambas pistas fueron experimentos minimalistas de música electrónica que grabó usando un sintetizador analógico Korg 700s y una máquina de cintas de cuatro pistas. Este sencillo doble fue grabado por Miller en una habitación en un día. Aunque no entró en listas, se le considera un material influyente dentro de la escena musical post-punk/electrónica en el Reino Unido. La letra de Warm Leatherette hace referencia a la novela Crash de J.G. Ballard y ha tenido incluso versiones hechas por otros artistas.
Su segunda grabación como The Normal, con Robert Rental también de Mute, resultó mal acogida debido a que fue un extraño experimento de improvisación electrónica, por lo cual Daniel Miller no volvió a usar ese sobrenombre. Después con el nombre Silicon Teens grabó el álbum Music for Parties con versiones electrónicas de canciones pop de los cincuenta y sesenta. Tras sus breves incursiones solistas, no continuó su carrera como músico, en lugar de ello decidió solo producir.
1980 marca su debut con el sencillo "Kebabtraume" de la banda alemana DAF (Deutsch Amerikanische Freundschaft) y meses más tarde con el primer álbum de la misma asociación musical. Otro artista de aquel tiempo fue Fad Gadget, al que dio a conocer y con quien comenzara a ganar reconocimiento. Ese mismo año, tras escuchar por segunda ocasión a un cuarteto de chicos veinteañeros que tocaban música electrónica y a quienes poco antes había rechazado para firmar en Mute -se cuenta que la primera impresión de Miller acerca de ellos había sido “esto es una verdadera porquería”-, decidió producirles su primer álbum; el nombre del cuarteto era Depeche Mode.
Miller produjo el primer disco de Depeche Mode, así como sus subsecuentes cuatro álbumes, dos de ellos junto con el ingeniero Gareth Jones. Gracias a ello y a los proyectos que formó Vince Clarke tras dejar Depeche Mode (Yazoo e Erasure), Mute Records creció y pasó de ser un pequeño sello de música electrónica a una de las más importantes productoras musicales inglesas dentro del género. Aunque en algunos momentos a mediados de los años 1980 su relación con DM se volvió tirante, hasta la actualidad continúan con Mute y con Daniel Miller como su productor ejecutivo. En la lista de agradecimientos de cada nuevo disco de Depeche Mode, el primer nombre que aparece siempre es el de Daniel Miller.
En 1982, con los músicos Graham Lewis y Bruce Gilbert del dueto Dome y el grupo Wire formó la agrupación Duet Emmo, nombre que era un anagrama de Mute y Dome, y el que no era dueto ni era emo (pues fue anterior a la identificación de esa corriente), grabando el álbum electrónico Or So It Seems y publicando al efecto el disco sencillo del mismo nombre, pero fue otro proyecto único.
Posteriormente, en colaboración con Gareth Jones y con el nombre Sunroof han publicado remezclas de otros músicos, pero la mayor parte de su actividad se ha centrado en la producción ejecutiva para Depeche Mode y Erasure. Daniel Miller ha producido además a otros artistas como Moby y Goldfrapp.

## Discografía

### ComoThe Normal
El sencillo T.V.O.D. / Warm Leatherette inicialmente fue el primer lanzamiento del sello Mute Records, que fue creado solo para publicarlo. El contenido de todas las ediciones fue el mismo:
1. T.V.O.D.
2. Warm Leatherette

El disco es en realidad un sencillo doble lado A, sin embargo no entró en listas. Hasta 1988 tuvo edición en CD, y posteriormente el tema "Warm Leatherette" solo se ha incluido de forma esporádica en compilaciones de Mute Records o revisionistas del género electrónico.
El segundo sencillo de Miller como The Normal a dueto con Robert Rental, es una sola pieza experimental de 25 minutos de duración grabada en directo, sin embargo su naturaleza inentendible y realización por completo de improviso ahuyentó cualquier posible impacto con el público. El tema que contiene no tuvo en momento alguno nombre, solo se conoce como Live (En vivo).

### ComoSilicon Teens
Con el nombre Silicon Teens, Miller practicó ese extraño extremismo al que suelen llegar los músicos del género electrónico creando una suerte de primer grupo virtual, de lo cual hasta la fecha nadie le ha dado reconocimiento al respecto, admirando esfuerzos mucho más comerciales como Gorillaz, pues Miller vistió a cuatro modelos como un cuarteto llamándolos Darryl, Jacki, Paul y Diane, con Eric Hine y Eric Radcliffe encargándose de la igneiería, y el propio Miller bajo el nombre de Larry Least como su productor. El disco está constituido solo de versiones de éxitos de los cincuenta y sesenta interpretados en forma de synth pop. El álbum se publicó en 1980 desde luego a través de Mute solo en disco de vinilo de 12 pulgadas por su duración al contener 14 temas; para 1985 encontró una reedición vía RCA Victor en España, y hasta 1993 se publicó en formato digital con 16 temas. Fue el primer disco de larga duración de Miller.

### ConDuet Emmo
En Duet Emmo Miller editó solo el álbum Or So It Seems, el cual fue su segundo disco de larga duración como músico, no como productor.